# 사나이훈장
"사나이훈장"은 1973년에 개봉한 대한민국의 영화이다.

## 캐스팅
- 박노식
- 최지희
- 윤일봉